# Beneath the Encasing of Ashes
Beneath the Encasing of Ashes е дебютният албум на американската метълкор група As I Lay Dying. Много критици и слушатели сравняват звученето на албума като цяло с групата Зао. Смята се, че As I Lay Dying формира собственото си звучене в по-късните албуми Frail Words Collapse и Shadows Are Security.

## Списък на песните в албума
- 1. Beneath the Encasing of Ashes – 3:03
- 2. Torn Within – 1:46
- 3. Forced to Die – 2:43
- 4. A Breath in the Eyes of Eternity – 2:58
- 5. Blood Turned to Tears – 1:38
- 6. The Voices That Betray Me – 2:58
- 7. When this World Fades – 2:32
- 8. A Long March – 1:56
- 9. Surrounded – 0:50
- 10. Refined By Your Embrace – 1:44
- 11. The Innocence Spilled – 3:36
- 12. Behind Me Lies Another Fallen Soldier – 4:13